# Коробицын, Александр Иванович
Алекса́ндр Ива́нович Короби́цын (род. 10 октября 1939, д. Лево-Горка, Архангельская область) — советский и российский художник.

## Биография
Художественное образование получил поздно.
Рос без отца. После окончания школы, последовав совету директора школы А. П. Березина, подал заявление в художественное училище г. Ярославля, но из-за бедности не смог поехать на экзамены.
Взрослым человеком уехал в город Ишимбай в Башкирии. В 28 лет стал заниматься живописью и посещать изостудию, которой руководил заслуженный работник культуры БАССР И. М. Павлов. Затем окончил отделение рисунка и живописи заочного Народного университета искусств им. Крупской с правом преподавания. В это же время учился у художников-профессионалов М. П. Карташова, М. И. Кузнецова, позднее ставшие друзьями.
Умер 28 апреля 2022 года в Башкирии. .

## Творчество
Член ассоциации художников юга Башкортостана, постоянный участник городских и многих республиканских выставок. Одна из последних называется «Люблю тебя, мой край родной!» в Устьянском краеведческом музее (Архангельская область) (2009).
Картины находятсяв в музеях Башкортостана, в Устьянском краеведческом музее, в частных коллекциях.
Пейзажи посвящены малой родине («Бестужевский погост», «Устьянский хоровод», видим фрагменты исторического прошлого края, родные пейзажи с воссозданием неповторимого местного колорита. Теме детства и родного дома художник отводит одно из центральных мест в своем творчестве — картины «Отчий дом», «Портрет матери»).
На других портретах Александра Коробицына — Герои Социалистического Труда, ветераны Великой Отечественной войны.
Теме войны 1941—1945 годов А. И. Коробицын посвятил картины «Память», триптих «Хлеб».